# Teodora Gentschowska
Teodora Gentschowska (bulgarisch Теодора Генчовска, wiss. Transliteration: Teodora Genčovska; * 1971) ist eine bulgarische Politikerin (ITN). Zwischen Dezember 2021 und August 2022 war sie Außenministerin des Landes.

## Leben
Teodora Gentschowska wuchs in der im Norden Bulgariens liegenden Stadt Russe auf, wo sie das Englischsprachige Geo-Milew-Gymnasium besuchte. Sie studierte Zeitgeschichte an der Universität Sofia und besuchte Kurse an der NATO School Oberammergau und am NATO Defense College in Rom. Danach studierte sie Internationale Beziehungen am Royal Military College in Shrivenham (Oxfordshire, Vereinigtes Königreich).
Sie arbeitete zunächst beim Generalstab der Bulgarischen Streitkräfte, dann als Leiterin der Abteilung für NATO und Europäische Union im bulgarischen Verteidigungsministerium.
Nach der Parlamentswahl im November 2021, bei der die Partei ITN 9,5 % der Stimmen erreichte, bildete Kiril Petkow eine aus einer 4-Parteien-Koalition bestehende Regierung, in der Gentschowska Außenministerin war. Auf ihrem Posten folgte nach dem erfolgreichen Misstrauensvotum gegen die Regierung im August 2022 Nikolaj Milkow.